# Суккур
Суккур (урду سکھر, англ. Sukkur) — місто у Пакистані, адміністративний центр однойменного району у провінції Сінд.

## Географія
Суккур розташований на півдні країни, лежить на річці Інд.

### Клімат
Місто знаходиться у зоні, котра характеризується кліматом тропічних пустель. Найтепліший місяць — червень із середньою температурою 35 °C (95 °F). Найхолодніший місяць — січень, із середньою температурою 15 °С (59 °F).
| Клімат Суккура          | Клімат Суккура | Клімат Суккура | Клімат Суккура | Клімат Суккура | Клімат Суккура | Клімат Суккура | Клімат Суккура | Клімат Суккура | Клімат Суккура | Клімат Суккура | Клімат Суккура | Клімат Суккура | Клімат Суккура |
| Показник                | Січ.           | Лют.           | Бер.           | Квіт.          | Трав.          | Черв.          | Лип.           | Серп.          | Вер.           | Жовт.          | Лист.          | Груд.          | Рік            |
| Середній максимум, °C   | 22             | 26             | 31             | 37             | 41             | 42             | 40             | 39             | 38             | 35             | 30             | 24             | 33             |
| Середня температура, °C | 15             | 18             | 23             | 29             | 34             | 35             | 34             | 33             | 31             | 28             | 22             | 17             | 26             |
| Середній мінімум, °C    | 7              | 10             | 16             | 21             | 26             | 28             | 28             | 27             | 25             | 21             | 14             | 9              | 19             |
| Норма опадів, мм        | 5              | 5              | 6              | 1              | 2              | 5              | 29             | 16             | 4              | 0              | 2              | 4              | 78             |
| ----------------------- | -------------- | -------------- | -------------- | -------------- | -------------- | -------------- | -------------- | -------------- | -------------- | -------------- | -------------- | -------------- | -------------- |
| Джерело: Weatherbase    |                |                |                |                |                |                |                |                |                |                |                |                |                |